# トラップストリート
トラップストリート (Trap street) とは、地図上に描かれた架空の道路である。虚構記事の一種で、無断複写によって地図の著作権を侵害した者が言い逃れできなくするための罠（著作権トラップ）として用いられる。
本項では、架空の道路（トラップストリート）を中心に、地図における著作権トラップについて説明する。

## 概要
トラップストリートは、地図が主対象としている範囲よりも外側の、利用者に支障をきたさない部分に描かれる。ときには、架空の道路を描く代わりに、実在する道路をわざと間違った形で描くこともある。道路のある位置や他の道路との接続はそのままに、存在しないカーブを加えたり、広い道路を狭く描いたりすることによって、道路案内への支障を減らしている。
自社の地図にトラップストリートが描かれていることを出版元が公然と認めることはまれであり、その存在は否定されるのが通例である。とはいえ常に秘匿されるわけでもなく、ギリシャで出版されているアテネの道路地図"Αττική"の表紙カバーの内側にトラップストリートに気をつけるよう著作権侵害者に対する警告が書かれている。
イギリスのテレビ局 BBC Two が制作した地理学に関するドキュメンタリーシリーズ番組"Map Man"（2005年10月17日放送）では、老舗地図出版社Geographer's A–Z Street Atlas社のスポークスマンが「ロンドンの道路地図には100本ほどのトラップストリートが描かれている」と述べている。一例として、同社の地図で"Bartlett Place"と記された歩行者道路は実在の道路であるが、実際の名称は"Broadway Walk"であることが番組で紹介された。この番組放送以後に編集する版では正しい名称が記されるという。
日本ではカーナビゲーションが普及しており、トラップストリートを加えると案内ルートに混乱をきたすおそれがあり、また制作の効率化のためにカーナビ用地図と出版用地図のデータを共有しているケースも多く、ほとんど行われていないが、誤表記を完全に防ぐことは難しく、誤表記があったことで複製が発覚したケースもある（後述）。

## 法的問題
1992年、アメリカ合衆国連邦裁判所は、地図出版社間の裁判において、著作権トラップそれ自体の著作権は、法律による保護を受けられないと判断した。例えこれらの罠が、裁判においては活用できないとしても、著作権者が不法な複写を見つけ出す手助けとなる。
2001年にはイギリスにおいて、Automobile Association 社が 英国地形測量局 (Ordnance Survey) の地図を複写したとして提訴され、2千万ポンドを支払うことで和解した。ただしこの事件で地形測量局は、罠を仕掛けたことは否定しており、道幅などの表現の特徴の酷似が、著作権侵害の決定的証拠とされた。
また、シンガポール土地管理局 (Singapore Land Authority) が、オンライン地図出版社 Virtual Map を著作権侵害で提訴している。シンガポール土地管理局によれば、かつて地図中に意図的に入れた誤りが Virtual Map の地図で確認されたという。Virtual Map はこれを否定し、あくまで彼ら自身で地図を製作したと主張している。
日本においては、2003年9月にゼンリンがインクリメント・ピーの製品において、同じ誤表記が多数あることを根拠に、地図の無断複製を裁判で訴えた。インクリメント・ピーは、無許諾複写していたことを認め、和解金を支払った。

## 道以外の例

### 架空の地名
同様の目的で、架空の山や町などが描かれることもある。架空の町はペーパータウン (paper town) と呼ばれる。
- アグロー - 1930年代に地図に描かれたニューヨーク州の架空の地名。1990年代頃までランドマークとして地図に残されていたが、現在では削除されている。
- アーグルトン
- ゴブルとビートス

### Google Mapsの誤記
データ提供元のオランダの地図提供会社Tele Atlasの誤記によるもの。この問題に対して、GoogleMapは「地図の間違いを報告する」サイトを用意している。
- Dummy 1325
- Mawdesky
- Penworthamdale - Penwortham(英語版へのリンク)はあるが、daleが付けられていた。

### 海
海図において著作権トラップは一般的ではないとされる。